# Julien Le Cardinal
Julien Le Cardinal (ur. 3 sierpnia 1997 w Saint-Brieuc) – francuski piłkarz, występujący na pozycji środkowego lub prawego obrońcy albo prawego pomocnika. Wychowanek Stade Briochin.